# Mesbahuddin Ahmad
Mesbahuddin Ahmad es un académico bangladesí. Es miembro de la Academia de Bangladés de Ciencias desde 1997. Sirvió como presidente de la Academia durante 2012–2015. Es el vicerrector actual de la Universidad Gono.

## Educación y carrera
Completó su maestría en química de la Universidad de Dakar en 1958. Obtuvo su Ph.D. de la Ottawa University en química orgánica en 1963.
Se unió a la Universidad de Dakar como conferenciante en 1959. Luego sirvió como profesor asociado de la Universidad de Chittagong durante 1969 a 1972. Más tarde sirvió como miembro de la Facultad de Jahangirnagar Universidad.